# María Martínez Ayerza
María Martínez Ayerza (* in Cuenca) ist eine spanische Blockflötistin und Hochschullehrerin.

## Leben
María Martínez Ayerza begann ihre musikalische Ausbildung in Spanien an der Musikschule in Sevilla. Sie zog 2000 in die Niederlande, wo sie bei Paul Leenhouts am Conservatorium van Amsterdam studierte. Sie studierte zusätzlich Musikwissenschaft an der Universiteit van  Amsterdam und absolvierte ihr Masterexamen mit Auszeichnung. 2001 wurde sie Mitglied bei der Gruppe  The Royal Wind Music. Seit 2010 ist sie dort künstlerische Leiterin. 2010 gründete sie mit anderen Musikerinnen das Ensemble Seldom Sene. Sie lehrt  als „Renaissance Recorder Consort Professor“ an der Royal College of Music in London. Als Gastdozentin lehrt sie auch am Conservatorium van Amsterdam.

## Tondokumente mit Seldom Sene
- J. S. Bach: Goldberg Variations
- Concerto Barocco
- Delight in Music (mit Klaartje van Veldhoven)
- Not a Single Road
- In nomine Seldom Sene